# Birchip
Birchip (683 habitants) est un village du Victoria situé à 312 km au nord-ouest de Melbourne sur la Sunraysia Highway.
On y cultive surtout des céréales et de la canola.